# Gaetano Jandelli
Gaetano Jandelli (Civitella Casanova, 7 agosto 1827 – Civitella Casanova, 1923) è stato un filosofo italiano.

## Biografia
Gaetano Jandelli nacque il 7 agosto 1827 a Civitella Casanova, un comune abruzzese dell'odierna provincia di Pescara, da Camillo Jandelli e Agnese Mattucci, discendenti da antiche nobili famiglie del luogo. Ebbe istruzione ed educazione domestica fino al termine dell'adolescenza, poi in giovinezza, la continuò presso il fratello Vittorio, del quale si fa menzione nel Corpus Insc. Lat. vol. IX del grande storico tedesco Mommsen dove invece di Gandellus deve leggersi Jandellus. Il giovane Gaetano perfezionò, più tardi, i suoi studi in scienze fisiche e matematiche nell'Università di Napoli, dove si laureò in filosofia. 
Sdegnoso delle condizioni che il governo borbonico poneva a chi desiderasse percorrere la pubblica carriera, si dette allo studio scientifico. Fu ispettore degli Studi a Penne, e ottenne nel 1882 la cattedra di filosofia morale nell'Accademia scientifico-letteraria di Milano che lascerà nel 1907. 
Fu autore di numerose opere filosofiche.

## Opere principali
- Primi elementi di metafisica, Cremona, Montaldi, 1866
- Della vera dottrina di Arnaldo da Brescia, Alessandria, dalla tip. Guazzotti, 1871
- Del sentimento, Roma, Opinione, 1877
- Saggio sul sentimento del bello, Milano, Civelli, 1880
- Dell'unità delle scienze pratiche, Milano, Capriolo e Massimino, 1899
- Dell'unità delle scienze pratiche, Milano, SEL, 1902
- Teoria generale del valore: note pubblicate sui Rendiconti del R. Istituto Lombardo, Milano, Tip. Rebeschini Di Turati e C., 1910
- Della suggestione, Milano, Casa editrice L. F. Cogliati, 1912
- Fondamenti della morale: nozioni di protologia e psicologia morale, Torino, UTET, 1915